# Museu Arqueológico de Rabat
O Museu Arqueológico de Rabat é um museu arqueológico em Rabat, Marrocos. Inaugurado em 1932, contém a colecção mais extensa de artefactos arqueológicos encontrados em Marrocos. Ele contém colecções pré-históricas e pré-islâmicas, incluindo uma extensa colecção de objectos descobertos por arqueólogos que trabalham em Volubilis, Banasa e Thamusida, e que foram exibidos pela primeira vez nos anos 1930-1932. Ele incluiu restos humanos do período paleolítico médio (provavelmente Neadertal) ao período neolítico (4000 a.C.). A descoberta de mais peças em 1957 fez com que o museu se expandisse consideravelmente, após o que se tornou um museu nacional e é o local das colecções do Museu Nacional desde 1986. Civilizações pré-romanas e os próprios romanos são bem representados no museu com uma série de bronzes noturnos notáveis como o Cão de Volubilis e o Efebo de mármore coroado com hera e o Cabeça de um jovem berberdo.

## Culturas pré-históricas
No piso térreo do museu há uma extensa coleção de artefatos de pedra de culturas pré-históricas. Na exposição há uma série de ferramentas, setas, eixos, espadas, objetos de cerâmica, altares, sarcófagos e pedras polidas e estelas esculpidas com inscrições. O piso também tem uma série de fragmentos de tumbas e gravuras rochosas. Abrange a cultura Acheulean de locais como Sidi Abderrahmane e Daya el-Hamra, Pebble ou Olduvayense cultura de sites como Arboua, Douar Doum e Casablanca, bem como a indústria de Moustero associada com Neanderthal e a cultura ateriana que remonta a aproximadamente 38 000 a.C. a 10 000 a.C.  O museu também contém os restos humanos mais antigos encontrados em Marrocos. A cultura neolítica de Marrocos, baseada em agricultura e pecuária e as tecnologias em desenvolvimento e arte rupestre, foi encontrada nas cavernas da região de Tânger e Tetuão. O piso térreo do museu também tem espaço para exposições temporárias e tem uma reconstrução de um mosaico encontrado em Volubilis e uma estátua de mármore de Claudius Ptolemy, que data do século I. Um mapa numa divisão também ilustra a vários sítios arqueológicos descobertos em Marrocos e de onde o museu é fornecido.
A secção do pátio tem algumas das melhores inscrições em Marrocos, como a lápide de N'khila e várias inscrições latinas. A estela de Abu Yacoub Yusuf vem de Chellah. O jardim contém uma importante coleção de estelas de pedra, bases de colunas e estátuas, rodas, altares, relógios de sol e fragmentos de banhos de pedra que mostram belos mosaicos.

## Civilizações pré-islâmicas

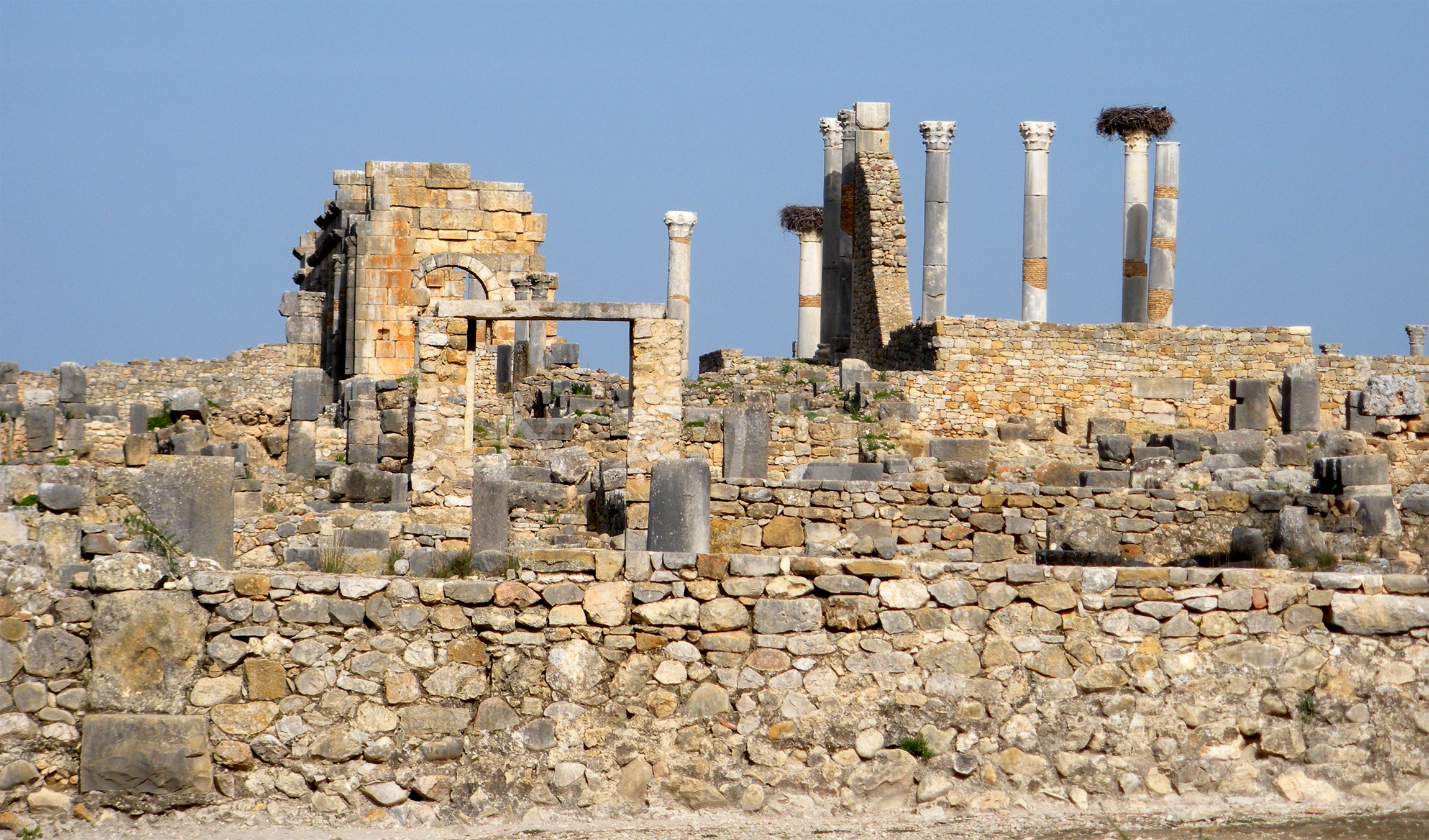
Artefactos de Volubilis formam grande parte da colecção do Museu Rabat

A coleção pré-islâmica do museu é derivada de vários sites e é organizada por tópico. Os utensílios de cozinha, como pratos, copos e facas, revelam muito sobre a vida quotidiana e as relações mediterrâneas em tempos anteriores, particularmente entre Marrocos e Cartago. Há também os restos de tubos de terracota utilizados nos banhos públicos romanos em Marrocos. O museu possui uma notável coleção de bronzes antigos encontrados principalmente em Volubilis, incluindo um busto de Cato o Menino do primeiro século e, acima de tudo, a lampadóforo : ephebes coroados, como o de um jovem soldado em treinamento nu, Ele usava uma coroa de hera e segurou uma lâmpada na mão esquerda. O cão de Volubilis foi encontrado em 1916, que remonta a Adriano no início do século II.
O museu também tem uma série de notáveis estátuas de mármore da época romana, em particular a Cabeça de um jovem berberdo do reinado de Augusto, Silêncio adormecido e uma esfinge. Numerosas figuras de deuses romanos estão em exibição, incluindo Venus, Marte e Bacchus, e figuras de deidades egípcias como Anubis e Isis.